# Damalis fulvipes
Damalis fulvipes är en tvåvingeart som först beskrevs av John Obadiah Westwood 1836.  Damalis fulvipes ingår i släktet Damalis och familjen rovflugor.
Artens utbredningsområde är Sri Lanka. Inga underarter finns listade i Catalogue of Life.